# Hummer H1

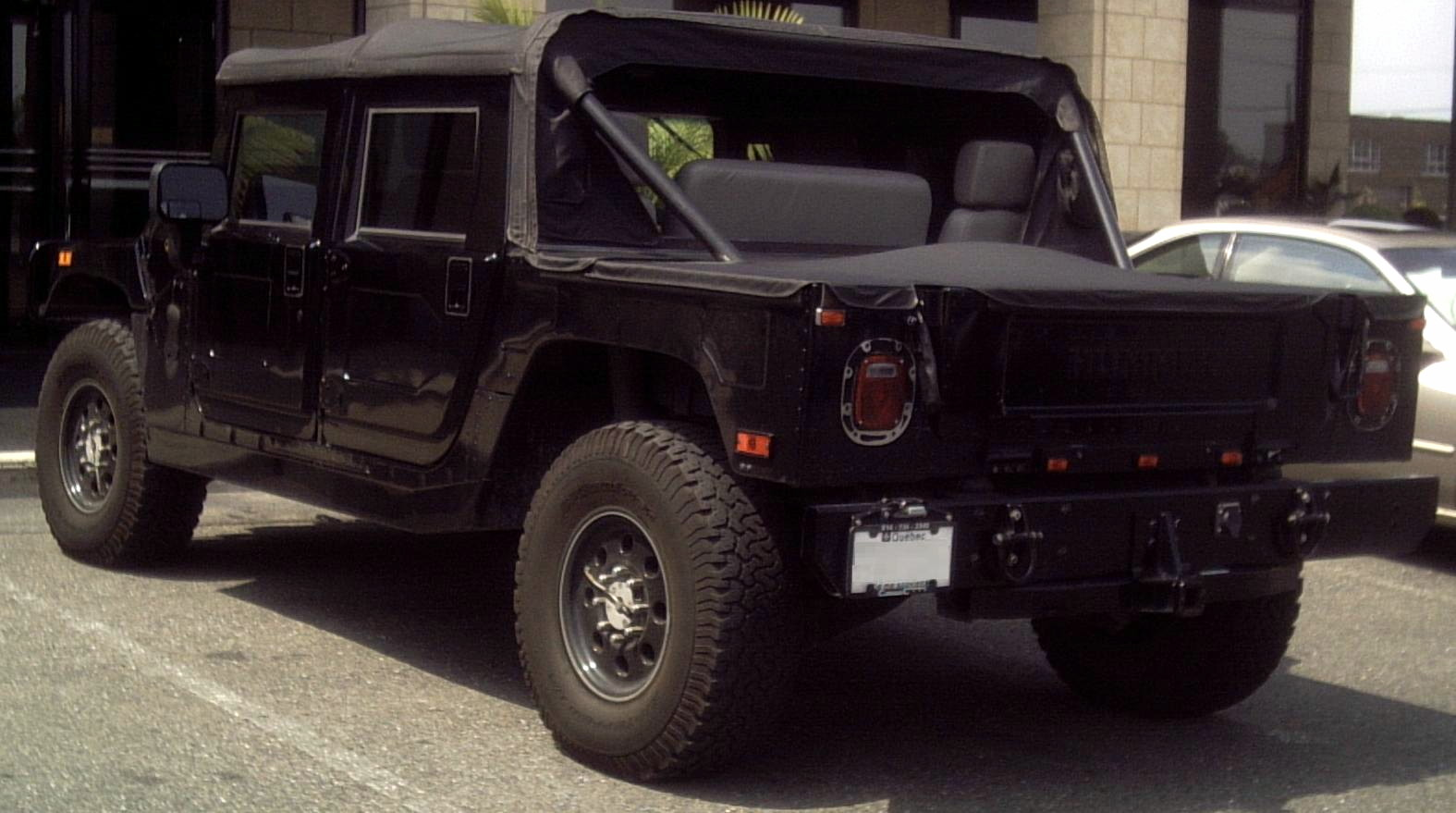
Hummer H1 Alpha Open Top

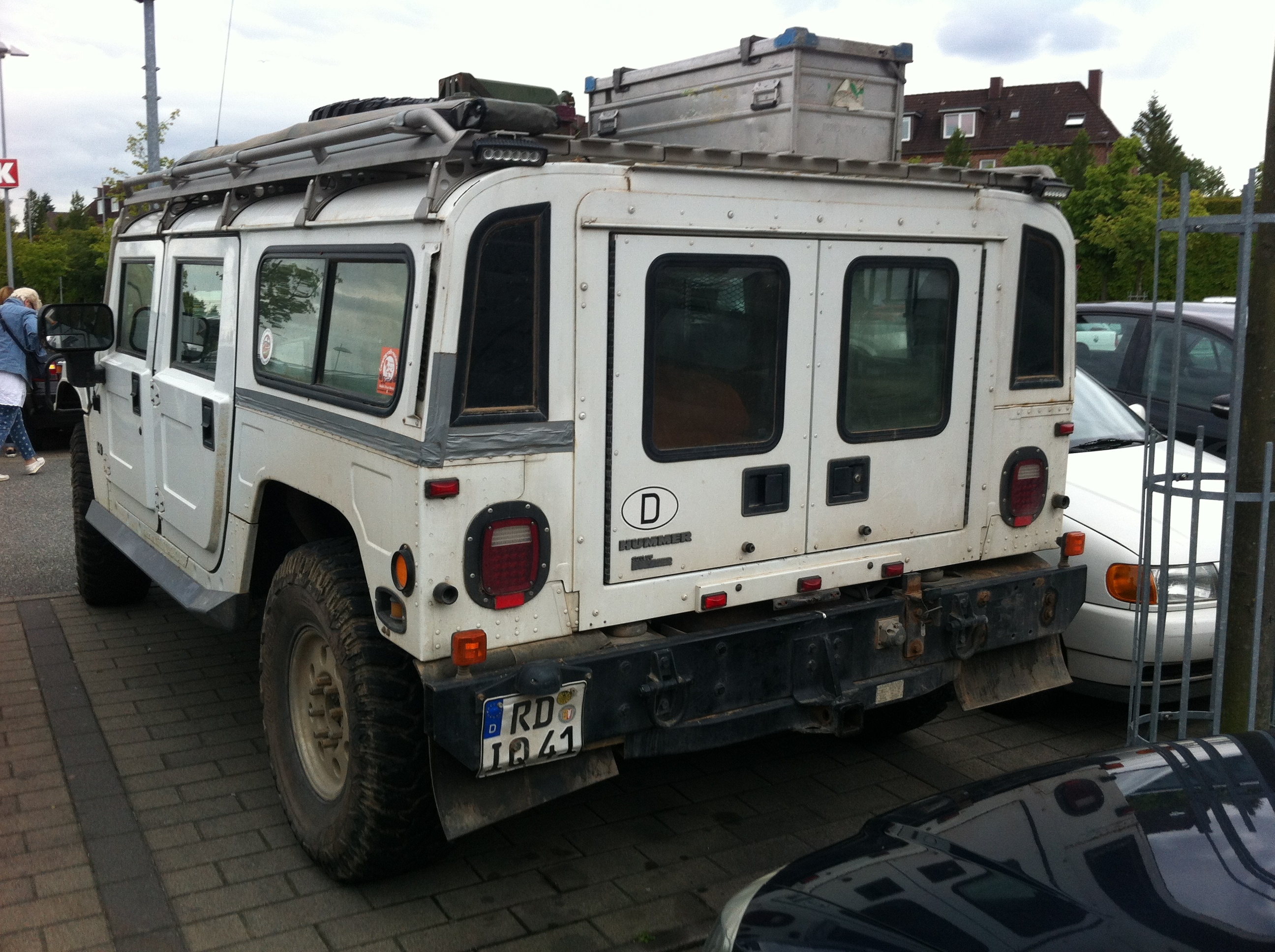
Hummer H1, Heckansicht

Der Hummer H1 ist ein Geländewagenmodell des US-amerikanischen Militär-Herstellers AM General. AM General verkaufte die Markenrechte „Hummer“ an General Motors, das die Nachfolgemodelle auf den Markt brachte. Der Hummer H1 wurde bis zur Einführung des H2 nur als Hummer (ohne Namenszusatz) bezeichnet. Im Jahr 2006 wurde die Produktion eingestellt. Bei der Avtotor in Kaliningrad wurde der H1 Alpha über 2004 hinaus für den Vertrieb innerhalb des russischen Marktes produziert. Der Hummer wurde vor allem durch den Einsatz seines militärischen Vorbilds HMMWV während des Golfkriegs weltbekannt.

## Technik
Der Hummer H1 entspricht technisch weitgehend dem HMMWV, besitzt jedoch ein 12-Volt-Bordnetz und eine komfortable Innenausstattung mit Klimaanlage, CD-Player und elektrischen Fensterhebern (Option). Ab Werk wurden vier Dieselmodelle und ein Benziner angeboten. Ab dem Modelljahr 2006 war auch eine Fünfstufen-Automatik-Version für den H1 verfügbar, die ausschließlich im H1 Alpha zum Einsatz kam.

## Karosserievarianten
In Spitzenzeiten wurde der Hummer H1 in fünf Karosserievarianten gefertigt: Ein Cabrio-ähnlicher Viertürer mit offener Ladefläche und Planenverdeck (4-door open top) sowie ein komplett geschlossener Fünftürer (4-door wagon) ähnlich einem Kombi, des Weiteren ein „Slantback“-Modell (wäre in Europa mit einem Fließheckmodell vergleichbar), eine Pick-Up-Version – wobei die Fahrgastkabine um die Plätze im Fond verkürzt und dadurch die Ladefläche vergrößert wurde – und eine Hardtop-Ausführung mit festmontiertem Dach.

## Geländeeigenschaften
Die Hummer H1 sind bekannt für ihre Geländeeigenschaften. Dank ihrer großen Spurbreite sind sie sehr standsicher, können 76 cm tiefe Gewässer durchwaten, 56 cm hohe Stufen überwinden, haben eine Bodenfreiheit von 41 cm und können Böschungswinkel von 72° vorne und 37,5° hinten bewältigen. Die H1 hatten zunächst keine Differentialsperren, sondern eine über die Bremse wirkende Antischlupfregelung an beiden Achsen, ab Baujahr 2003 auch elektrische Eaton-Differentialsperren, zunächst nur hinten, ab Baujahr 2004 auch vorn. Ähnlich wie der Unimog und der Pinzgauer hat der Hummer H1 Portalachsen mit einer Untersetzung direkt an den Rädern. Zudem sind die meisten H1 mit einer Reifendruckregelanlage ausgestattet, die es dem Fahrer ermöglicht, jederzeit achsweise den Reifendruck den Untergrundverhältnissen entsprechend zu verändern.

## Produktion
Der Hummer H1 wurde im selben Werk wie der HMMWV bei AM General gefertigt und teilt sich die Antriebsgruppe mit dem Humvee. Fast alle Teile der Karosserie und des Fahrwerks sind beim Humvee und beim Hummer H1 identisch. Der größte Unterschied ist bei der Innenausstattung und bei der Elektrik: HMMWV haben 24-Volt-Bordnetz mit zwei Batterien, Hummer haben ein 12-Volt-Bordnetz mit ebenfalls zwei Batterien. Beide durchliefen die gleiche erste Fertigungsstufe, erst dann wurde zwischen HMMWV und Hummer aufgeteilt.
Im Juni 2006 stellte AM General die Produktion des H1 zugunsten der HMMWV-Produktion ein, die freigewordenen Kapazitäten werden für die Militärgeländewagen genutzt.

## Bekanntheit
Seine Popularität verdankt der H1 zum Teil Arnold Schwarzenegger, der als erster Zivilist einen Hummer erwarb und bis heute mehrere Modelle besitzt.

## Motorvarianten
- 110 kW (150 PS) 6,2 l GM-6200 V8-Saugdiesel 1992–1993
- 125 kW (170 PS) 6,5 l GM-6500 V8-Saugdiesel von 1994
- 147 kW (200 PS) 6,5 l GM-6500 V8-Turbodiesel 1996–2004
- 147 kW (200 PS) 5,7 l Chevy Small Block V8-Ottomotor (freisaugend) 1995–1996
- 221 kW (300 PS) 6,6 l Duramax-6600 V8-Turbodiesel seit 2005 (H1 Alpha)

## Technische Daten
(Werte in Klammern für Hardtop (SUT), falls abweichend)
- Länge: 4686,3 mm/184,5 Zoll
- Breite (ohne Spiegel): 2191,7 mm/86,5 Zoll
- max. Höhe: 2006,6 mm/79 Zoll (1955,8 mm/77 Zoll)
- Spurbreite: 1818,6 mm/71,6 Zoll
- Radstand: 3302,0 mm/130 Zoll
- Getriebe:
  - ab Modell 1994 mit vierstufiger Hydra-Matic 4L80-E (1992–1993 Dreistufenautomatik TH400), Verteilergetriebe mit permanentem Allrad mit Sperre und Untersetzung, Torsen-Differentiale an Vorder- und Hinterachse, Portalgetriebe an jedem Rad mit Untersetzung
  - ab Modell 2006 Fünfstufen-Automatikgetriebe mit Anhänger-/Schwerlast-Modus
- Gewicht betriebsbereit: 3559,34 kg (3680,45 kg)
- max. Zuladung: 1112,66 kg (991,55 kg)
- max. Zuglast: 4219,77 kg (4098,66 kg)
- Bodenfreiheit: 406,0 mm/16 Zoll
- Vorderer Böschungswinkel: 72°
- Hinterer Böschungswinkel: 37,5°
- Rampenwinkel: 29°
- max. seitl. Neigwinkel: 45°
- max. Steigfähigkeit: 60 %
- max. Wattiefe: 760 mm/30 Zoll (mit Zusatzausrüstung mehr)
- Reifennotlaufeigenschaften: 48 km bei 32 km/h
- Wendekreis: 15,54 m
- Verbrauch: 16–20 l/100 km
- Tankinhalt: 95 l (Haupttank) + 65 l (Zusatztank ab Bj. 1996)